# Klasyfikacja medalowa Letnich Igrzysk Olimpijskich 1900
Letnie Igrzyska Olimpijskie 1900 odbyły się w Paryżu pomiędzy 14 maja a 28 października jako część Wielkiej Wystawy 1900 roku. Brało w nich udział około 997 zawodników z 24 krajów, którzy rywalizowali w 89 konkurencjach w 20 dyscyplinach sportowych. Po raz pierwszy uczestniczyły w nich kobiety. Medale zdobyli sportowcy z 20 państw, w tym ci, którzy rywalizowali w drużynach mieszanych. Najwięcej medali zdobyli gospodarze igrzysk – Francuzi (26 złotych, 41 srebrnych i 34 brązowych). Dziesięć reprezentacji po raz pierwszy w swojej historii zdobyło medale olimpijskie. Były to: Belgia, Hiszpania, Indie, Królestwo Czech, Kanda, Kuba, Meksyk, Norwegia, Szwecja i Włochy. Żadnego medalu nie wygrała natomiast Grecja, która w poprzednich igrzyskach zdobyła ich najwięcej.

## Klasyfikacja medalowa
Poniżej znajduje się tabela medalowa Letnich Igrzysk Olimpijskich 1900 bazująca na wyliczeniach Międzynarodowego Komitetu Olimpijskiego. Ranking jest posortowany według liczby złotych medali, następnie brano pod uwagę srebrne i brązowe. Jeżeli dwa lub więcej krajów zdobyło tyle samo medali mają tę samą pozycję w rankingu i są umieszczone w tabeli w porządku alfabetycznym. Źródłem informacji jest MKOl, ale ta organizacja nie prowadzi ani nie popiera prowadzenia jakichkolwiek rankingów.
Legenda:
     Organizator igrzysk (Francja)
| Miejsce | Państwo              | Złoto | Srebro | Brąz | Razem |
| ------- | -------------------- | ----- | ------ | ---- | ----- |
| 1.      | Francja              | 26    | 41     | 34   | 101   |
| 2.      | Stany Zjednoczone    | 19    | 14     | 14   | 47    |
| 3.      | Wielka Brytania      | 15    | 6      | 9    | 30    |
| 4.      | Drużyna mieszana     | 6     | 3      | 3    | 12    |
| 5.      | Szwajcaria           | 6     | 2      | 1    | 9     |
| 6.      | Belgia               | 5     | 5      | 5    | 15    |
| 7.      | Cesarstwo Niemieckie | 4     | 2      | 2    | 8     |
| 8.      | Włochy               | 3     | 2      | 0    | 5     |
| 9.      | Australia            | 2     | 0      | 3    | 5     |
| 10.     | Dania                | 1     | 3      | 2    | 6     |
| 11.     | Węgry                | 1     | 2      | 2    | 5     |
| 12.     | Kuba                 | 1     | 1      | 0    | 2     |
| 13.     | Kanada               | 1     | 0      | 1    | 2     |
| 14.     | Hiszpania            | 1     | 0      | 0    | 1     |
| 15.     | Cesarstwo Austrii    | 0     | 3      | 3    | 6     |
| 16.     | Norwegia             | 0     | 2      | 3    | 5     |
| 17.     | Indie Brytyjskie     | 0     | 2      | 0    | 2     |
| 18.     | Holandia             | 0     | 1      | 3    | 4     |
| 19.     | Królestwo Czech      | 0     | 1      | 1    | 2     |
| 20.     | Meksyk               | 0     | 0      | 1    | 1     |
| 20.     | Szwecja              | 0     | 0      | 1    | 1     |
|         | RAZEM                | 90    | 90     | 88   | 268   |

## Klasyfikacja państwowa według dyscyplin

### Basque pelota
Zawody w basque pelocie rozegrane zostały 14 czerwca. O medale walczyły drużyny Hiszpanii i Francji. Każda drużyna składała się z dwóch zawodników.
| Lp.   | Państwo         | Złoto | Srebro | Brąz | Razem | Źródło |
| ----- | --------------- | ----- | ------ | ---- | ----- | ------ |
| 1     | Hiszpania (ESP) | 1     | 0      | 0    | 1     | [ 2 ]  |
| 2     | Francja (FRA)   | 0     | 1      | 0    | 1     | [ 2 ]  |
| Razem | Razem           | 1     | 1      | 0    | 2     |        |

### Gimnastyka
Zawody w gimnastyce rozegrane zostały w dniach 29–30 lipca. O medale walczyło 135 zawodników z 8 reprezentacji w jednej konkurencji – wieloboju indywidualnym mężczyzn. Wszystkie trzy medale zdobyli gimnastycy z Francji.
| Lp.   | Państwo       | Złoto | Srebro | Brąz | Razem | Źródło |
| ----- | ------------- | ----- | ------ | ---- | ----- | ------ |
| 1     | Francja (FRA) | 1     | 1      | 1    | 3     | [ 3 ]  |
| Razem | Razem         | 1     | 1      | 1    | 3     |        |

### Golf
Zawody w golfie rozegrane zostały w dniach 2–3 października. O medale walczyło 22 zawodników z 4 reprezentacji w dwóch konkurencjach. Wszystkie złote medale zdobyły Stany Zjednoczone.
| Lp.   | Państwo                 | Złoto | Srebro | Brąz | Razem | Źródło |
| ----- | ----------------------- | ----- | ------ | ---- | ----- | ------ |
| 1     | Stany Zjednoczone (USA) | 2     | 1      | 1    | 4     | [ 4 ]  |
| 2     | Wielka Brytania (GBR)   | 0     | 1      | 1    | 2     | [ 4 ]  |
| Razem | Razem                   | 2     | 2      | 2    | 6     |        |

### Jeździectwo
Zawody w jeździectwie rozegrane zostały w dniach 29 maja, 31 maja i 2 czerwca. Nie jest znana dokładna liczba zawodników biorących udział w zawodach, jednak szacuje się, że było ich od 37 do 64. Rywalizowali oni w trzech konkurencjach. Rozegrane zostały także dwie konkurencje nieolimpijskie (łączenie jazdy konnej z polowaniem i powożenie zaprzęgami konnymi).
Po dwa medale zdobyli Belg Georges van der Poële i Włoch Giovanni Giorgio Trissino.
| Lp.   | Państwo       | Złoto | Srebro | Brąz | Razem | Źródło |
| ----- | ------------- | ----- | ------ | ---- | ----- | ------ |
| 1     | Belgia (BEL)  | 2     | 1      | 1    | 4     | [ 5 ]  |
| 2     | Włochy (ITA)  | 1     | 1      | 0    | 2     | [ 5 ]  |
| 3     | Francja (FRA) | 1     | 0      | 2    | 3     | [ 5 ]  |
| Razem | Razem         | 4     | 2      | 3    | 9     |        |

### Kolarstwo
Zawody w kolarstwie rozegrane zostały w dniach 11, 13 i 15 września. O medale walczyło 72 zawodników z 6 reprezentacji w 2 konkurencjach. W trakcie igrzysk olimpijskich odbyło się także trzynaście innych wydarzeń w kolarstwie, które nie są uznawane przez Międzynarodowy Komitet Olimpijski.
Pięć na sześć medali, w tym wszystkie złote, zdobyli zawodnicy z Francji.
| Lp.   | Państwo                 | Złoto | Srebro | Brąz | Razem | Źródło |
| ----- | ----------------------- | ----- | ------ | ---- | ----- | ------ |
| 1     | Francja (FRA)           | 2     | 2      | 1    | 5     | [ 6 ]  |
| 2     | Stany Zjednoczone (USA) | 0     | 0      | 1    | 1     | [ 6 ]  |
| Razem | Razem                   | 2     | 2      | 2    | 6     |        |

### Krokiet
Zawody w krokiecie rozegrane zostały w dniach 28 czerwca i 4 lipca. O medale walczyło 10 zawodników (9 Francuzów i 1 Belg) w 3 konkurencjach.
Wszystkie medale zdobyli sportowcy z Francji.
| Lp.   | Państwo       | Złoto | Srebro | Brąz | Razem | Źródło |
| ----- | ------------- | ----- | ------ | ---- | ----- | ------ |
| 1     | Francja (FRA) | 3     | 2      | 2    | 7     | [ 7 ]  |
| Razem | Razem         | 3     | 2      | 2    | 7     |        |

### Krykiet
Zawody w krykiecie rozegrane zostały w dniach 19–20 sierpnia. O medale walczyły dwa zespoły: Devon and Somerset Wanderers z Wielkiej Brytanii i Union des Sociétés Françaises de Sports Athlétiques z Francji. Każda drużyna składała się z 12 zawodników.
| Lp.   | Państwo               | Złoto | Srebro | Brąz | Razem | Źródło |
| ----- | --------------------- | ----- | ------ | ---- | ----- | ------ |
| 1     | Wielka Brytania (GBR) | 1     | 0      | 0    | 1     | [ 8 ]  |
| 2     | Francja (FRA)         | 0     | 1      | 0    | 1     | [ 8 ]  |
| Razem | Razem                 | 1     | 1      | 0    | 2     |        |

### Lekkoatletyka
Zawody w lekkoatletyce rozegrane zostały w dniach 14–16 lipca, 19 lipca oraz 22 lipca. O medale walczyło 117 zawodników z 15 reprezentacji w 23 konkurencjach.
Indywidualnie najwięcej medali (5) zdobyli dwaj amerykańscy lekkoatleci – Irving Baxter i Walter Tewksbury, najwięcej złotych medali (4) zdobył natomiast Amerykanin Alvin Kraenzlein.
| Lp.   | Państwo                 | Złoto | Srebro | Brąz | Razem | Źródło       |
| ----- | ----------------------- | ----- | ------ | ---- | ----- | ------------ |
| 1     | Stany Zjednoczone (USA) | 16    | 13     | 10   | 39    | [ 9 ] [ 10 ] |
| 2     | Wielka Brytania (GBR)   | 3     | 3      | 2    | 8     | [ 9 ]        |
| 3     | Francja (FRA)           | 1     | 4      | 2    | 7     | [ 9 ]        |
| 4     | Kanada (CAN)            | 1     | 0      | 1    | 2     | [ 9 ]        |
| 4     | Węgry (HUN)             | 1     | 0      | 1    | 2     | [ 9 ]        |
| 6     | Drużyna mieszana (ZZX)  | 1     | 0      | 0    | 1     | [ 9 ]        |
| 7     | Indie (IND)             | 0     | 2      | 0    | 2     | [ 9 ]        |
| 8     | Królestwo Czech (BOH)   | 0     | 1      | 0    | 1     | [ 9 ]        |
| 9     | Australia (AUS)         | 0     | 0      | 3    | 3     | [ 9 ]        |
| 10    | Dania (DEN)             | 0     | 0      | 1    | 1     | [ 9 ]        |
| 10    | Norwegia (NOR)          | 0     | 0      | 1    | 1     | [ 9 ]        |
| 10    | Szwecja (SWE)           | 0     | 0      | 1    | 1     | [ 9 ]        |
| Razem | Razem                   | 23    | 23     | 22   | 68    |              |

### Łucznictwo
Finałowe zawody w łucznictwie rozegrane zostały w dniach 15–16 lipca oraz 14 sierpnia. O medale walczyło 153 zawodników z 3 reprezentacji w 6 konkurencjach. W trakcie igrzysk olimpijskich odbyło się także wiele innych wydarzeń w łucznictwie, m.in. mistrzostwa świata i Game Shooting, które nie są uznawane przez Międzynarodowy Komitet Olimpijski.
Indywidualnie najwięcej medali (3) zdobył belgijski łucznik Hubert van Innis. Zdobył on także największą liczbę złotych medali (2).
| Lp.   | Państwo       | Złoto | Srebro | Brąz | Razem | Źródło |
| ----- | ------------- | ----- | ------ | ---- | ----- | ------ |
| 1     | Francja (FRA) | 3     | 5      | 4    | 12    | [ 11 ] |
| 2     | Belgia (BEL)  | 3     | 2      | 1    | 6     | [ 11 ] |
| Razem | Razem         | 6     | 7      | 5    | 18    |        |

### Piłka nożna
Zawody w piłce nożnej rozegrane zostały 20 i 23 października. O medale walczyły trzy drużyny: Université Libre de Bruxelles z Belgii, USFSA XI z Francji i Upton Park FC z Wielkiej Brytanii. Drużyna z Belgii w składzie miała 12 zawodników, w tym Camille’a Van Hoordena, który ani razu nie pojawił się na boisku i nie otrzymał olimpijskiego medalu, drużyna z Francji – 13 zawodników, natomiast drużyna z Wielkiej Brytanii – 11 zawodników.
Podczas igrzysk olimpijskich piłka nożna była sportem pokazowym, jednak Międzynarodowy Komitet Olimpijski postanowił przyznać medale zespołom, które wzięły udział w zawodach.
| Lp.   | Państwo               | Złoto | Srebro | Brąz | Razem | Źródło |
| ----- | --------------------- | ----- | ------ | ---- | ----- | ------ |
| 1     | Wielka Brytania (GBR) | 1     | 0      | 0    | 1     | [ 12 ] |
| 2     | Francja (FRA)         | 0     | 1      | 0    | 1     | [ 12 ] |
| 3     | Belgia (BEL)          | 0     | 0      | 1    | 1     | [ 12 ] |
| Razem | Razem                 | 1     | 1      | 1    | 3     |        |

### Piłka wodna
Zawody w piłce wodnej rozegrane zostały w dniach 11–12 sierpnia. O medale walczyło 7 zespołów – 4 z Francji oraz po jednym z Belgii, Cesarstwa Niemieckiego oraz Wielkiej Brytanii. Według Międzynarodowego Komitetu Olimpijskiego w rozgrywkach brało udział 46 sportowców, jednak w rzeczywistości było ich 63. Za medalistów MKOl uznaje jedynie siedmiu podstawowych zawodników z każdej z drużyn, które zdobyły medale. W turnieju nie rozegrano meczu o 3. miejsce, przez co przyznano dwa brązowe medale.
| Lp.   | Państwo               | Złoto | Srebro | Brąz | Razem | Źródło |
| ----- | --------------------- | ----- | ------ | ---- | ----- | ------ |
| 1     | Wielka Brytania (GBR) | 1     | 0      | 0    | 1     | [ 13 ] |
| 2     | Belgia (BEL)          | 0     | 1      | 0    | 1     | [ 13 ] |
| 3     | Francja (FRA)         | 0     | 0      | 2    | 2     | [ 13 ] |
| Razem | Razem                 | 1     | 1      | 2    | 4     |        |

### Pływanie
Zawody w piłce wodnej odbyły się 11, 12, 15 i 19 sierpnia. O medale walczyło 76 zawodników z 15 reprezentacji w 7 konkurencjach.
Indywidualnie po dwa złote medale zdobyli Brytyjczyk John Arthur Jarvis, Australijczyk Frederick Lane oraz Niemiec Ernst Hoppenberg (jeden medal drużynowo).
| Lp.   | Państwo                    | Złoto | Srebro | Brąz | Razem | Źródło |
| ----- | -------------------------- | ----- | ------ | ---- | ----- | ------ |
| 1     | Wielka Brytania (GBR)      | 2     | 0      | 1    | 3     | [ 14 ] |
| 2     | Australia (AUS)            | 2     | 0      | 0    | 2     | [ 14 ] |
| 2     | Cesarstwo Niemieckie (GER) | 2     | 0      | 0    | 2     | [ 14 ] |
| 4     | Francja (FRA)              | 1     | 2      | 2    | 5     | [ 14 ] |
| 5     | Cesarstwo Austrii (AUT)    | 0     | 3      | 1    | 4     | [ 14 ] |
| 6     | Węgry (HUN)                | 0     | 2      | 1    | 3     | [ 14 ] |
| 7     | Dania (DEN)                | 0     | 0      | 1    | 1     | [ 14 ] |
| 7     | Holandia (NED)             | 0     | 0      | 1    | 1     | [ 14 ] |
| Razem | Razem                      | 7     | 7      | 7    | 21    |        |

### Polo
Zawody w polo rozegrane zostały 28 maja, 31 maja i 2 czerwca. O medale walczyło 5 zespołów: Foxhunters Hurlingham i BLO Polo Club Rugby składające się z zawodników amerykańskich i brytyjskich, Bagatelle Polo Club de Paris składający się z 3 Francuzów i 1 Brytyjczyka, francuski Compiègne Polo Club oraz Meksyk. W turnieju uczestniczyło 20 sportowców. W skład drużyny Foxhunters Hurlingham wchodziło 5 zawodników, pozostałe drużyny miały po 4 graczy. Zawodnik Foxhunters Hurlingham – John Beresford – nie został zamieszczony w oficjalnej bazie medalistów olimpijskich Międzynarodowego Komitetu Olimpijskiego.
W turnieju nie został rozegrany mecz o 3. miejsce, z tego względu przyznano dwa brązowe medale.
| Lp.   | Państwo                | Złoto | Srebro | Brąz | Razem | Źródło |
| ----- | ---------------------- | ----- | ------ | ---- | ----- | ------ |
| 1     | Drużyna mieszana (ZZX) | 1     | 1      | 1    | 3     | [ 15 ] |
| 2     | Meksyk (MEX)           | 0     | 0      | 1    | 1     | [ 15 ] |
| Razem | Razem                  | 1     | 1      | 2    | 4     |        |

### Przeciąganie liny
Zawody w przeciąganiu liny odbyły się 16 lipca. O medale walczyły dwa zespoły: drużyna mieszana złożona z zawodników z Danii i Szwecji oraz Francja. Każdy z zespołów składał się z 6 zawodników.
| Lp.   | Państwo                | Złoto | Srebro | Brąz | Razem | Źródło |
| ----- | ---------------------- | ----- | ------ | ---- | ----- | ------ |
| 1     | Drużyna mieszana (ZZX) | 1     | 0      | 0    | 1     | [ 16 ] |
| 2     | Francja (FRA)          | 0     | 1      | 0    | 1     | [ 16 ] |
| Razem | Razem                  | 1     | 1      | 0    | 2     |        |

### Rugby union
Zawody w rugby union rozegrane zostały w dniach 14 i 18 października. O medale walczyły trzy zespoły: Cesarstwa Niemieckiego, Francji i Wielkiej Brytanii. W zawodach uczestniczyło 47 zawodników. Drużyna Francji liczyła 17 zawodników, natomiast drużyny Cesarstwa Niemieckiego i Wielkiej Brytanii po 15. W turnieju nie rozegrano meczu pomiędzy Cesarstwem Niemieckim a Wielką Brytanią, przez co przyznano dwa srebrne medale.
| Lp.   | Państwo                    | Złoto | Srebro | Brąz | Razem | Źródło |
| ----- | -------------------------- | ----- | ------ | ---- | ----- | ------ |
| 1     | Francja (FRA)              | 1     | 0      | 0    | 1     | [ 17 ] |
| 2     | Cesarstwo Niemieckie (GER) | 0     | 1      | 0    | 1     | [ 17 ] |
| 2     | Wielka Brytania (GBR)      | 0     | 1      | 0    | 1     | [ 17 ] |
| Razem | Razem                      | 1     | 2      | 0    | 3     |        |

### Strzelectwo
Zawody w strzelectwie rozegrane zostały w dniach 3–5 sierpnia. O medale walczyło 75 zawodników z 9 reprezentacji w 9 konkurencjach. W trakcie igrzysk olimpijskich rozegrane zostały także konkurencje, które nie są uznawane przez Międzynarodowy Komitet Olimpijski, m.in. strzelanie do żywych ptaków.
| Lp.   | Państwo          | Złoto | Srebro | Brąz | Razem | Źródło        |
| ----- | ---------------- | ----- | ------ | ---- | ----- | ------------- |
| 1     | Szwajcaria (SUI) | 5     | 1      | 1    | 7     | [ 18 ] [ 19 ] |
| 2     | Francja (FRA)    | 3     | 4      | 3    | 10    | [ 18 ]        |
| 3     | Dania (DEN)      | 1     | 3      | 0    | 4     | [ 18 ]        |
| 4     | Norwegia (NOR)   | 0     | 2      | 2    | 4     | [ 18 ]        |
| 5     | Belgia (BEL)     | 0     | 0      | 2    | 2     | [ 18 ]        |
| 6     | Holandia (NED)   | 0     | 0      | 1    | 1     | [ 18 ]        |
| Razem | Razem            | 9     | 10     | 9    | 28    |               |

### Szermierka
Zawody w szermierce rozegrane zsotały pomiędzy 14 maja a 27 czerwca. O medale walczyło 276 zawodników z 19 reprezentacji w 7 konkurencjach (reprezentacje Haiti, Iranu i Peru nie są uznawane przez MKOl).
Indywidualnie najwięcej złotych medali (2) zdobył Francuz Albert Ayat.
| Lp.   | Państwo                 | Złoto | Srebro | Brąz | Razem | Źródło |
| ----- | ----------------------- | ----- | ------ | ---- | ----- | ------ |
| 1     | Francja (FRA)           | 5     | 5      | 5    | 15    | [ 20 ] |
| 2     | Kuba (CUB)              | 1     | 1      | 0    | 2     | [ 20 ] |
| 2     | Włochy (ITA)            | 1     | 1      | 0    | 2     | [ 20 ] |
| 4     | Cesarstwo Austrii (AUT) | 0     | 0      | 2    | 2     | [ 20 ] |
| Razem | Razem                   | 7     | 7      | 7    | 21    |        |

### Tenis ziemny
Zawody w tenisie ziemnym rozegrane zostały w dniach 6 i 11 lipca. O medale walczyło 26 zawodników z 4 reprezentacji w 4 konkurencjach.
Wszystkie złote medale zdobyli zawodnicy z Wielkiej Brytanii.
| Lp.   | Państwo                 | Złoto | Srebro | Brąz | Razem | Źródło |
| ----- | ----------------------- | ----- | ------ | ---- | ----- | ------ |
| 1     | Wielka Brytania (GBR)   | 4     | 1      | 3    | 8     | [ 21 ] |
| 2     | Drużyna mieszana (ZZX)  | 0     | 2      | 2    | 4     | [ 21 ] |
| 3     | Francja (FRA)           | 0     | 1      | 1    | 2     | [ 21 ] |
| 4     | Królestwo Czech (BOH)   | 0     | 0      | 1    | 1     | [ 21 ] |
| 4     | Stany Zjednoczone (USA) | 0     | 0      | 1    | 1     | [ 21 ] |
| Razem | Razem                   | 4     | 4      | 8    | 16    |        |

### Wioślarstwo
Zawody w wioślarstwie rozegrane zostały w dniach 25–26 sierpnia. O medale walczyło 108 zawodników z 8 reprezentacji w 4 konkurencjach.
| Lp.   | Państwo                    | Złoto | Srebro | Brąz | Razem | Źródło |
| ----- | -------------------------- | ----- | ------ | ---- | ----- | ------ |
| 1     | Francja (FRA)              | 2     | 3      | 1    | 6     | [ 22 ] |
| 2     | Cesarstwo Niemieckie (GER) | 1     | 0      | 2    | 3     | [ 22 ] |
| 3     | Drużyna mieszana (ZZX)     | 1     | 0      | 0    | 1     | [ 23 ] |
| 3     | Stany Zjednoczone (USA)    | 1     | 0      | 0    | 1     | [ 23 ] |
| 5     | Holandia (NED)             | 0     | 1      | 1    | 2     | [ 23 ] |
| 6     | Belgia (BEL)               | 0     | 1      | 0    | 1     | [ 22 ] |
| 7     | Wielka Brytania (GBR)      | 0     | 0      | 1    | 1     | [ 22 ] |
| Razem | Razem                      | 5     | 5      | 5    | 15    |        |

### Żeglarstwo
Zawody w żeglarstwie rozegrane zostały w dniach 20–27 maja i 1–5 sierpnia. O medale walczyło 177 zawodników z 7 reprezentacji w 10 konkurencjach.
| Lp.   | Państwo                    | Złoto | Srebro | Brąz | Razem | Źródło |
| ----- | -------------------------- | ----- | ------ | ---- | ----- | ------ |
| 1     | Francja (FRA)              | 3     | 8      | 8    | 19    | [ 24 ] |
| 2     | Wielka Brytania (GBR)      | 3     | 0      | 1    | 4     | [ 24 ] |
| 3     | Drużyna mieszana (ZZX)     | 2     | 0      | 0    | 2     | [ 25 ] |
| 4     | Szwajcaria (SUI)           | 1     | 1      | 0    | 2     | [ 25 ] |
| 4     | Cesarstwo Niemieckie (GER) | 1     | 1      | 0    | 2     | [ 24 ] |
| 6     | Stany Zjednoczone (USA)    | 0     | 0      | 1    | 1     | [ 25 ] |
| Razem | Razem                      | 10    | 10     | 10   | 30    |        |

## Klasyfikacja kontynentalna
Do klasyfikacji kontynentalnej nie wliczone zostały medale zdobyte przez drużyny mieszane (ZZX).
| Lp.   | Kontynent        | Złoto | Srebro | Brąz | Razem |
| ----- | ---------------- | ----- | ------ | ---- | ----- |
| 1     | Europa           | 61    | 70     | 66   | 197   |
| 2     | Ameryka Północna | 21    | 15     | 16   | 52    |
| 3     | Australia        | 2     | 0      | 3    | 5     |
| 4     | Azja             | 0     | 2      | 0    | 2     |
| Razem | Razem            | 84    | 87     | 85   | 256   |